# Dánská Západní Indie

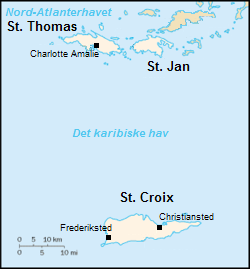
mapa Dánské Západní Indie

Dánská Západní Indie (dánsky Dansk Vestindien) byla dánská kolonie v Karibiku. Nacházela se v jižní části souostroví Panenských ostrovů a sestávala z 3 hlavních ostrovů Svatý Jan, Svatý Tomáš, Saint Croix a okolních menších ostrovů. Dánská Západoindická společnost obsadila ostrov Svatý Tomáš roku 1672, ostrov Svatého Jana byl k dánské državě připojen oficiálně roku 1718 po vyřešení sporu o něj s Brity. Svatý Kříž zakoupili Dánové od Francouzské Západoindické společnosti v roce 1733.
Roku 1754 byly ostrovy odkoupeny dánským a norským králem Frederikem V. a staly se tak korunní kolonií Dánska-Norska. Od roku 1814, kdy se personální unie mezi Dánskem a Norskem rozpadla, byly ryze dánskou kolonií. Tou zůstaly až do roku 1917, kdy přešly pod správu Spojených států amerických. Ty za ně zaplatily 25 milionů dolarů a přejmenovaly je na Americké Panenské ostrovy.
Ekonomika celé kolonie byla postavena především na otroctví a plantážovém zemědělství, které se soustředilo na pěstování cukrové třtiny.